# VIII symfonia Szostakowicza
VIII symfonia c-moll, Op. 65 – symfonia skomponowana przez Dmitrija Szostakowicza w 1943 roku.

## Historia
VIII symfonia c-moll, Op. 65 Dmitrija Szostakowicza została skomponowana latem 1943 roku. W tym czasie decydowały się losy II wojny światowej (bitwa stalingradzka). Szostakowicz przebywał wówczas w Moskwie, a na początku sierpnia 1943 roku przeniósł się do Iwanowa, gdzie rząd radziecki ofiarował związkowi kompozytorów dawny dwór, aby najwybitniejsi twórcy mieli korzystne warunki do spokojnej pracy z dala od szalejącej zawieruchy wojennej. W Iwanowie przebywali Prokofiew, Chaczaturian, Miaskowski, Kabalewski, Glière i Szaporin.
VIII symfonię c-moll, Op. 65 niektórzy określają jako „Symfonię stalingradzką” lub „Poematem męki”. Szostakowicz dedykował symfonię Jewgienijowi Mrawińskiemu.

## Części utworu
- I Adagio – Allegro non troppo
- II Allegretto
- III Toccata: Allegro non troppo
- IV Passacaglia: Largo
- V Allegretto